# John York
John York Foley (né le 3 août 1946) est un bassiste et guitariste américain. Il est surtout connu pour avoir joué avec les Byrds.